# Enciclopedia Católica
La Enciclopedia Católica (en inglés: Catholic Encyclopedia) es una enciclopedia escrita en inglés y publicada en 1913 por The Encyclopedia Press. Ofrece información sobre temas relativos a los intereses, acciones y doctrina católicos. La enciclopedia registra los logros de personalidades católicas en casi todos los temas intelectuales y profesionales, incluso los referidos a artistas, educadores, poetas y científicos. En los asuntos que dividen al catolicismo de otras iglesias y comunidades protestantes, el texto analiza cada voz desde el punto de vista católico.

## Historia
La redacción de la enciclopedia se inició el 11 de enero de 1905 bajo la supervisión de cinco redactores:
- Charles G. Herbermann, catedrático de latín y bibliotecario del College of the City of New York.
- Edward A. Pace, catedrático de filosofía en la Universidad Católica de América.
- Condé B. Pallen, editor.
- Thomas J. Shahan, catedrático de historia eclesiástica de la Universidad Católica de América.
- John J. Wynne, S.J., editor de The Messenger.

Los redactores se reunieron por primera vez en la oficina de The Messenger en Nueva York. El texto obtuvo el Nihil Obstat ("no hay objeciones") del censor eclesiástico Remy Lafort el 1 de noviembre de 1908 y el Imprimatur ("que se imprima") del arzobispo de Nueva York. El proceso de revisión fue probablemente acelerado gracias a la reutilización de publicaciones autorizadas más antiguas. Además de sostener varias conferencias informales y contactos por carta, los redactores acudieron a 134 reuniones formales para decidir la planificación, el ámbito y el progreso del trabajo, hasta su publicación el 19 de abril de 1913. Se publicó un suplemento en 1922. 

## New Catholic Encyclopedia
La Catholic Encyclopedia fue actualizada bajo los auspicios de The Catholic University of America (La Universidad Católica de Estados Unidos). La versión llamada New Catholic Encyclopedia se publicó en 1967 en 15 volúmenes; volúmenes suplementarios a esta edición aparecieron en 1974, 1979, 1989, y 1996.   
Una segunda edición que incorporaba material de la edición original de 1967 y sus suplementos, junto con otras adiciones y revisiones, fue publicada por Gale Publishing en 2002, la cual fue publicada en catorce volúmenes, y fue el volumen XV un índice acumulativo de toda la enciclopedia. Más tarde aparecieron volúmenes suplementarios para esta segunda edición ("Jubilee Volume: The Wojtyla Years" en 2001-2004; "Science and the Church" en 2009; "Church in Modern History" en 2010; "Church and the Arts and Music" en 2011; "Ethics and Philosophy" en 2012-2013)

## Versión en línea
En 1993, Kevin Knight, un ciudadano de 26 años de Denver (Colorado), inspirado por la visita del papa Juan Pablo II a su ciudad para la Jornada Mundial de la Juventud, inició el proyecto de colocar la edición de 1913 de la Catholic Encyclopedia en el ciberespacio. Para ello creó la página www.newadvent.org que hospedó el proyecto. Con la participación de voluntarios de EE. UU., Canadá, Francia y Brasil, se realizó la transcripción del material original. El sitio entró en línea en 1995 y fue completado en 1997.